# OFK Metacolor Ludanice

OFK Metacolor Ludanice là một câu lạc bộ bóng đá Slovakia, đến từ làng Ludanice. Câu lạc bộ được thành lập năm 1935.

## Đội hình hiện tại
Ghi chú: Quốc kỳ chỉ đội tuyển quốc gia được xác định rõ trong điều lệ tư cách FIFA. Các cầu thủ có thể giữ hơn một quốc tịch ngoài FIFA.
| Số | VT | Quốc gia | Cầu thủ          |
| -- | -- | -------- | ---------------- |
| —  | HV | Slovakia | Sylvester Otočka |
| —  | HV | Slovakia | Miloš Krško      |
| —  | TĐ | Algérie  | Belkacem Khadir  |
| 4  | TV | Slovakia | Milan Šnirc      |
| 5  | TV | Slovakia | Martin Čambal    |
| —  | TV | Slovakia | Jozef Čertík     |